# Chiesa di San Bernardino da Siena (Arco, Italia)
La chiesa di San Bernardino da Siena è una chiesa sussidiaria che si trova nel rione di Stranfora di Arco, in Trentino. Fa parte della parrocchia di Santa Maria Assunta nella zona pastorale di Riva e Ledro dell'arcidiocesi di Trento e la sua costruzione risale al XVII secolo.

## Storia

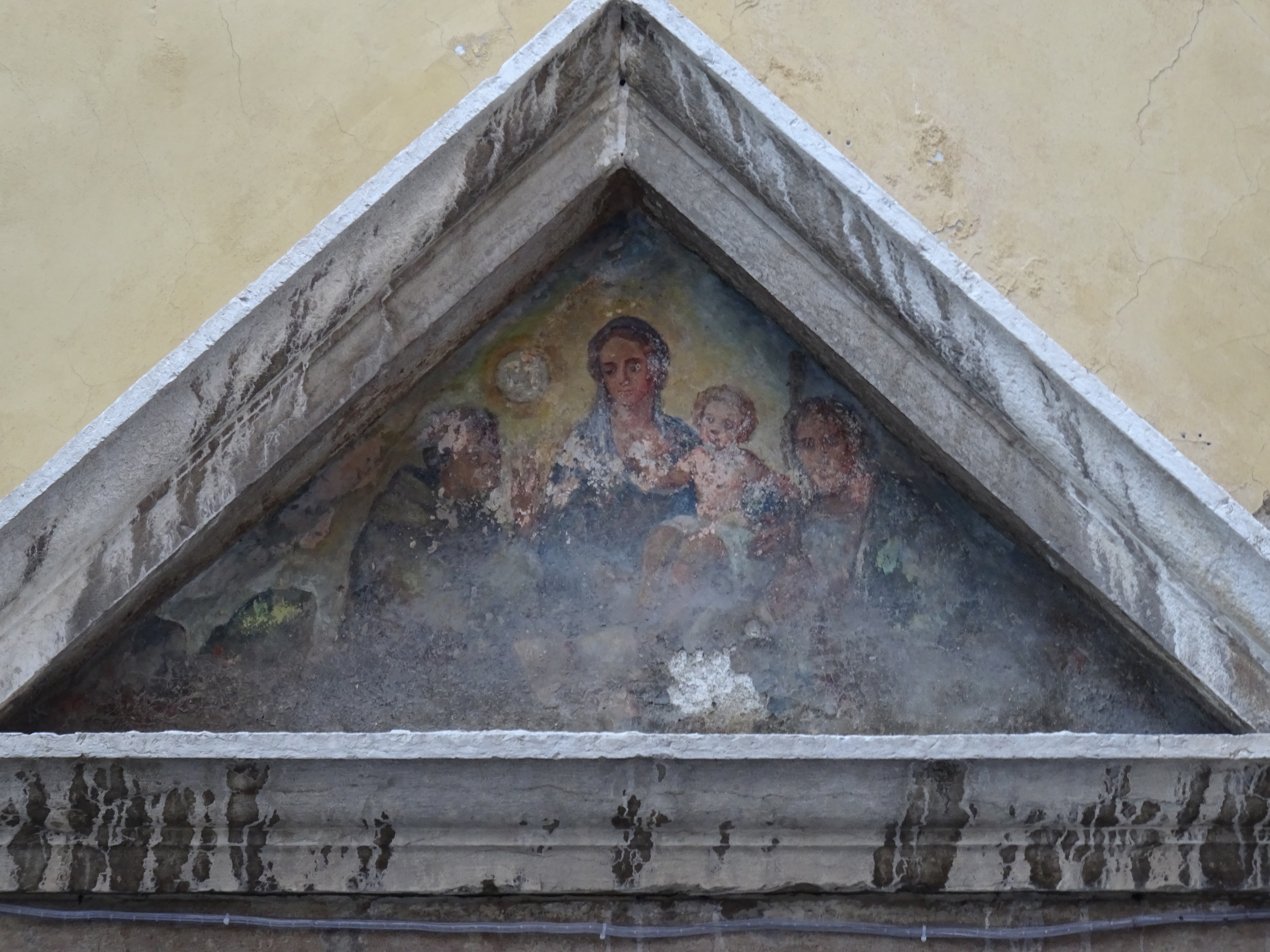
Timpano del frontone posto sopra il portale sulla facciata con affresco

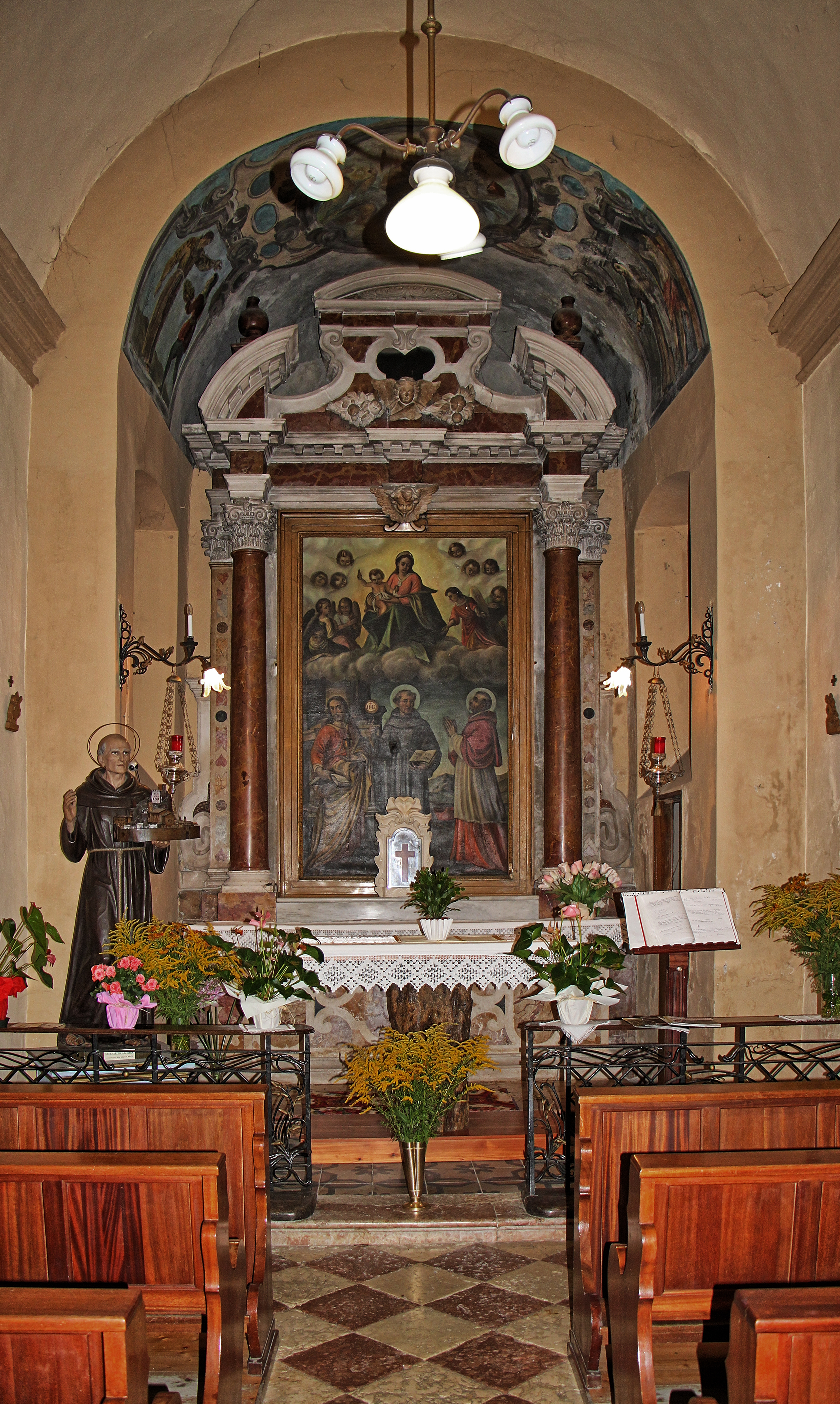
Interno

La chiesetta venne edificata coi lasciti testamentari di Bernardino Bonora di Arco, tra il 1624 ed il 1636, e fu da subito dotata di sacrestia. Dalla seconda metà del XVII secolo iniziò la decorazione degli interni, in particolare del presbiterio, con affreschi dedicati alla vita di San Bernardino.
Un secolo dopo la chiesa venne affidata alle suore della Carità, allora impiegate nell'assistenza ai malati presso il locale ospedale, che si trovava nel palazzo Marcabruni, accanto alla chiesa e con questa comunicante.
Alla fine del 1800 il campanile, già esistente, venne leggermente rialzato.
In seguito, a partire dal secondo dopoguerra, l'edificio venne ristrutturato in due momenti successivi, fino a quando, nel 1984, venne rifatto anche il tetto.

## Descrizione

### Esterni
Il piccolo luogo di culto si trova nel rione di Stranfora, parte nord-occidentale di Arco, e mostra orientamento verso ovest. La facciata a capanna classicheggiante è caratterizzata dal portale di accesso architravato sormontato dal frontone timpanato con affresco ai lati del quale vi sono due piccole finestre rettangolari e in alto, in asse, si trova la grande finestra a lunetta che porta luce alla sala. Il prospetto è concluso dal grande frontone triangolare. La torre campanaria si trova sulla destra leggermente arretrata ed affiancata al corpo della chiesa. La cella si apre con quattro finestre a monofora.

### Interni
La navata interna è unica e le sole fonti di luce sono le finestre anteriori. Il presbiterio, leggermente rialzato, è stato adeguato liturgicamente entro il 1975. L'altare maggiore originale seicentesco conserva la pala che raffigura scene della vita di san Bernardino.